# Campeonato de Galicia de Montaña
El Campeonato de Galicia de Montaña es un competición automovilística de montaña, organizada por la FGA en diferentes provincias de Galicia desde 1984. A diferencia de los circuitos de carreras, cada piloto compite solo, desde la salida en la base de una montaña, llegando a la meta en la parte superior de la misma. Este certamen permite la participación de vehículos como: monoplazas, vehículos de rally y turismos.
Desde 2010 se celebran dos certámenes: uno para Fórmulas/Barquetas y otro para turismos.

## Pruebas
Pruebas que forman
parte del campeonato.
- Subida a Taboada
- Subida a Pontenova
- Subida a Taboadela
- Subida á Estrada
- Subida a Vilar de Barrio
- Subida a Pontecaldelas
- Subida a Escusa-Poio

## Palmarés

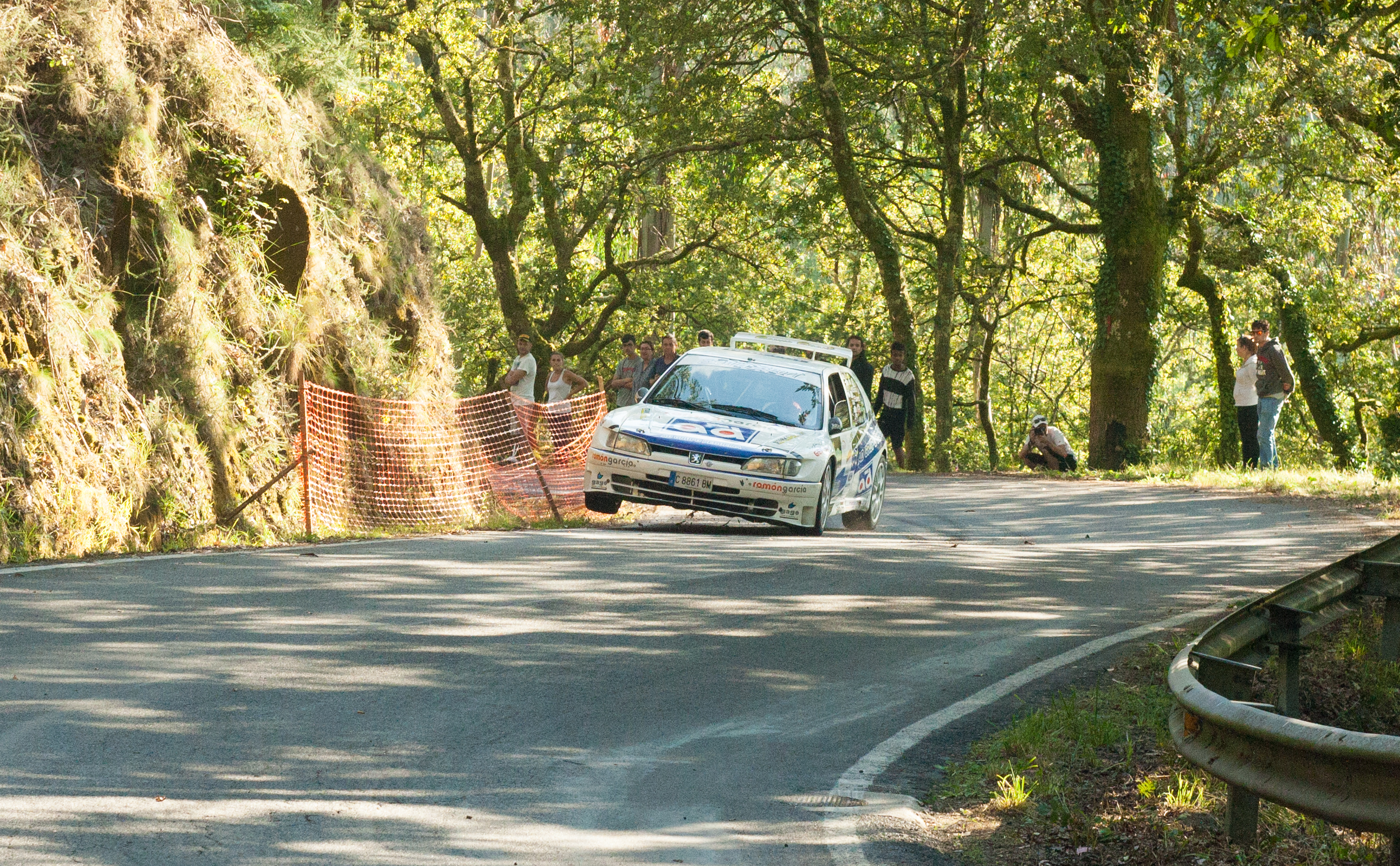
Manuel Senra, cuatro veces campeón gallego de montaña: 1997, 2014, 2015, 2016.

| Año                             | Piloto                | Automóvil                  |
| ------------------------------- | --------------------- | -------------------------- |
| 1978                            | Camba                 | Selex F-1800               |
| 1979                            | Camba                 | Selex ST-4                 |
| 1980                            | Camba                 | Selex ST-4                 |
| 1981                            | Camba                 | Selex ST-4                 |
| 1982                            | Camba                 | Selex ST-4                 |
| 1983                            |                       |                            |
| 1984                            | Víctor Abraham        | Selex ST-4                 |
| 1985                            | Alberto G. Camba      | Selex ST-4                 |
| 1986                            | Alberto G. Camba      | Selex ST-4                 |
| 1987                            | Víctor Abraham        | Dallara 384                |
| Entre 1988 y 1992 no se celebró |                       |                            |
| 1993                            | José Pose             | Renault 5 GT Turbo         |
| 1994                            | José L. Santos        | Lola BMW                   |
| 1995                            | José L. Santos        | Osella BMW                 |
| 1996                            | José L. Santos        | Osella BMW                 |
| 1997                            | Manuel Senra          | Peugeot 306 Maxi           |
| 1998                            | José R. Fernández     | Ralt RT-30                 |
| 1999                            | José R. Fernández     | Martini MK-39              |
| 2000                            | José M. Martínez      | Mitsubishi Lancer Evo VI   |
| 2001                            | José A. Gómez         | Martini MK-34              |
| 2002                            | José A. Gómez         | Martini MK-34              |
| 2003                            | José A. Gómez         | Martini MK-34              |
| 2004                            | José A. Gómez         | Martini MK-34              |
| 2005                            | Iñigo Martínez        | Martini MK-42              |
| 2006                            | Benito Varela         | Outeda Racing              |
| 2007                            | José A. Gómez         | Fórmula Hyupersa           |
| 2008                            | Benito Varela         | Dicode RFC                 |
| 2009                            | Benito Varela         | Dicode FR                  |
| 2010                            | Cristóbal Serantes    | Form. Ralt RT 34           |
| 2010                            | José Antonio Iglesias | Mitsubishi Lancer Evo VIII |
| 2011                            | José A. Varela        | Osella PA20                |
| 2011                            | Santiago Abad         | Audi A4 ST                 |
| 2012                            | José A. Varela        | Osella PA20                |
| 2012                            | Santiago Abad         | Audi A4 ST                 |
| 2013                            | César Rodríguez       | T. Castor TC3-C            |
| 2013                            | Santiago Abad         | Audi A4 STW                |
| 2014                            | Jacobo Sobral         | Silver Car S2              |
| 2014                            | Manuel Senra          | Peugeot 306 Maxi           |
| 2015                            | Jacobo Sobral         | Silver Car S2              |
| 2015                            | Manuel Senra          | Peugeot 306 Maxi           |
| 2016                            | Alexis Vieitez        | Fórmula Outeda             |
| 2016                            | José A. Iglesias      | Mitsubishi Lancer Evo VIII |
| 2017                            | Alexis Vieitez        | Fórmula Outeda             |
| 2017                            | Manuel Senra          | Peugeot 306 Maxi           |
| 2018                            | Alexis Vieitez        | Fórmula Outeda             |
| 2018                            | Miguel Ángel García   | Opel Astra TC06            |
| 2019                            | Alexis Vieitez        | Fórmula Outeda             |
| 2019                            | Manuel Senra          | Peugeot 306 Maxi           |
| 2020                            | Pablo Rey             | Fórmula SMB X21            |
| 2020                            | Jorge Pérez Alonso    | BMW M3 E92 GT4             |
| 2021                            | Pablo Rey             | Fórmula SMB X21            |
| 2021                            | Jorge Pérez Alonso    | Citroën DS3 R5             |
| 2022                            | Jacobo Senín          | Barqueta Nova Proto        |
| 2022                            | Manuel Senra          | Peugeot 306 Maxi           |